# У пошуках Санти
У по́шуках Са́нти (англ. In Search of Santa) — 3D-мультфільм, який вийшов у США 23 листопада 2004. Режисер Вілльям Ковальчук, сценарист Майкл Ашнер, ролі озвучували сестри Дафф: Гіларі і Гейлі. Тривалість мультфільму — 80 хвилин.

## Слоган
«Святкова пригода арктичних Пропорцій!» (оригінал «A Holiday Adventure Of Arctic Proportions!»).

## Сюжет
У пінгвінів Короля Кальвіна і Королеви Пенелопи народилося дві дочки: Кристал і Лусінда. Сестри росли у сварках одна з одною, проте завжди приходили до компромісу. Одного разу вони вирішили вирушитина Північний полюс у пошуках Санта-Клауса. Під час своєї подорожі сестрам вдалося врятувати тюленя, що призвело до їхнього знайомства із піратами: моржем капітаном Креггом, лелекою Біллом Багкусом та пеліканом.

## Рецензії
В основному стрічка отримала негативні рецензії. Ultimate Disney назвав мультфільм цікавим, барвистим і веселим, але не прибутковим.

## У ролях
- Гіларі Дафф — в ролі Принцеси Кристал (озвучування)
- Гейлі Дафф — в ролі Принцеси Лусінди (озвучування)
- Jason Michas — в ролі Еуджина (озвучування)
- Kathleen Barr — в ролі Агонасли\Місіс Клаус\Королева Пенелопа\Кеті\Мімі\Маркуса (озвучування)
- Scott McNeil — в ролі Мортмоттімерс\Білла Багкуса\Тома Таймбомб (озвучування)
- Garry Chalk — в ролі Геррідомміса\Капітана Крегга (озвучування)
- French Tickner — в ролі Санти (озвучування)
- Dale Wilson — в ролі Короля Кельвіна (озвучування)
- Nicole Bouma — в ролі маленької Кристал (озвучування)
- Tabitha St. Germain — в ролі маленької Лусінди (озвучування)
- Lee Tockar — в ролі Макса\Філіпа\Пупа (озвучування)
- Cathy Weseluck — в ролі Вільема (озвучування)
- Richard Newman — в ролі Нарратора (озвучування)

## Саундтреки
- Happy Hatchday — виконана Кетлін Барр, Гаррі Чалком, Скоттом МакНейлом.
- Terribly Deep Thinkers Song — виконана Кетлін Барр, Гаррі Чалком, Скоттом МакНейлом.
- Cap'n Cragg's Pirate Song — виконана Кетлін Барр, Гаррі Чалком, Скоттом МакНейлом.